# Coronadena mutabilis
Coronadena mutabilis is een platworm (Platyhelminthes). De worm is tweeslachtig. De soort leeft in het zoute water.
Het geslacht Coronadena, waarin de platworm wordt geplaatst, wordt tot de familie Discocelidae gerekend. De wetenschappelijke naam van de soort werd voor het eerst geldig gepubliceerd in 1873 door Verrill.